# Miwoks de la badia

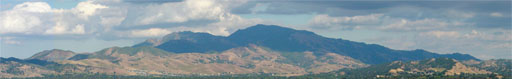
Mount Diablo

Els miwoks de la badia eren un grup cultural i lingüístic miwok, uns amerindis dels Estats Units del Nord de Califòrnia que vivien al comtat de Contra Costa. Es van unir al sistema de missions franciscanes durant el segle xix, van patir una disminució de població devastadora i van perdre el seu idioma, ja que es van casar amb altres ètnies natives de Califòrnia i adoptaren el castellà.
Els miwoks de la badia no van ser reconeguts pels moderns antropòlegs o lingüistes fins a mitjan segle xx. De fet Alfred L. Kroeber, el pare de l'antropologia de Califòrnia, que coneixia un dels seus grups locals constituents, els saklan, a partir de fonts manuscrites del segle xix, presumia que parlaven un idioma ohlone (també conegut com a costano).
El 1955 el lingüista Madison Beeler reconegué un vocabulari de 1821 pres d'un home saclan a la Missió de San Francisco com a representatiu de la llengua miwok. La llengua va ser batejada coma miwok de la badia i la seva extensió territorial va ser redescoberta durant la dècada de 1960 (vegeu la secció de sota grups o tribus locals).

## Cultura
Els miwok de la badia tenien una societat caçadora-recol·lectora, i s'organitzaven en petites tribus locals sense una autoritat política centralitzada. Parlaven el miwok de la badia, una de les llengües miwok de les llengües utianes. Eren experts en la cistelleria i continuen les tradicions avui.

### Religió
La visió original dels miwok de la serra i de la planura incloïa el xamanisme. Una manera que va prendre aquest era la religió kuksu que es va fer evident al centre i nord de Califòrnia, i va incloure elaborades cerimònies d'actuació i de ball amb el vestit tradicional, la cerimònia anual del matí, ritus de pas a la pubertat, intervenció xamànica amb el món dels esperits i una societat exclusivament masculina que organitva trobades per dansar en cambres subterrànies. El kuksu va ser compartit amb altres grups ètnics amarindis del centre de Califòrnia, com els pomos, maidus, ohlone, esselen, i els més septentrionals yokuts. Tanmateix, Kroeber va observar menys «cosmogonia especialitzada» en els miwok, que va qualificar d'un dels «grups meridionals de dansa kuksu» en comparació amb el maidu i altres tribus del nord de Califòrnia.

### Narrativa tradicional i mitologia
Els mites, llegendes, contes i històries específics dels miwoks de la badia no estan ben documentats. C. Hart Merriam publicà una història de la creació, El naixement de Wek-Wek i la creació de l'home, centrat a Mount Diablo, que li fou contada per un miwok Hool-poom'-ne, potser un descendent dels miwok de la badia Julpun de Marsh Creek, a l'est del comtat de Contra Costa.
Hom podria sospitar que el corpus complet de la mitologia i la narrativa sagrada dels miwoks de la badia comparteix els mateixos motius dels relacionats etnogràficament i lingüística, i millor documentats miwoks de la costa. Tots els pobles miwok creien en esperits d'animals i humans, i veien els esperits dels animals com els seus avantpassats. El coiot era vist com la representació de la seva deïtat creadora. Els miwok de la sierra i la planura, com els miwoks de la badia, creien que el seu nón s'inicipa a Mount Diablo després d'una inundació.

## Grups o tribus locals
Els noms i les àrees territorials generals de set de grups de parla miwok de la badia s'han deduït a través de mètodes indirectes basats en la seva major part de la informació dels registres eclesiàstics de les missions de San Francisco i San José. En una dissertació doctoral de 1961, James Bennyhoff utilitzà dades de les transcripcions d'Alphonse Pinart dels registres de la missió per identificar quatre grups territorials locals de l'est de la badia, a més dels saklan, com a membres d'aquest grup únic grup de llengua miwok. "Els principals indicis de la filiació lingüística d'aquestes tribetes de la desembocadura del riu són proporcionats pels noms personals dels neòfits femenins registrats en els registres baptismals ... Ompin, Chupcan, Julpun, i Wolwon [Volvon-ed.] estan units entre si mitjançant l'ús d'una constel·lació distintiva dels finals que apareixen en els noms personals femenins," va escriure. Posteriorment Milliken va utilitzar la mateixa tècnica, aplicada als registres originals de la missió, per identificar dues tribus locals, Jalquin i Tatcan, com a miwoks de la badia. Llavors Milliken va inferir i cartografiar les ubicacions relatives dels set grups usant pistes de diaris històrics juntament amb la informació dels registres de la missió sobre patrons de matrimonis mixtos entre les tribus locals de l'est de la badia. La localització de les set tribus locals miwok de la badia són:
- Als voltants de l'actual Concord: Chupcan.[10]
- A Mount Diablo, als voltants de l'actual Clayton i al llarg de Marsh Creek: Volvon (també Wolwon, i Bolbon).[11]
- Al llarg del baix Marsh Creek (est d'Antioch): Julpun.[12]
- A l'actual Pittsburg i al nord de la zona rural meridional del comtat de Solano: Ompin.[13]
- Al voltant de les actuals Lafayette i Walnut Creek: Saclan.[14]
- Al voltant de l'actual Danville, a San Ramon Creek: Tatcan.[15]
- En la porció meridional de l'actual Oakland, a l'actual ciutat de San Leandro, i a San Leandro Creek a l'est: Jalquin.[16]

Un altre grup, els Yrgin de les actuals Hayward i Castro Valley, tenien signatura amb terminacions de noms femenins ohlone chochenyo més que no pas miwok de la badia. No obstant això l'intermatrimoni amb els Jalquin era tan alt que sembla possible que tant ells com els Jalquin formessin una sola tribu local bilingüe.

## Història
La documentació dels pobles miwok es remunta ja a 1579 per un sacerdot en un vaixell sota el comandament de Francis Drake. Hi ha identificacions i referències a les tribus miwok de la badia en els registres de les Missions espanyoles de Califòrnia ja el 1794.
Els franciscans hispanoamericans establiren missions catòliques a l'àrea de la badia cap al 1770, però no arribaren al territori dels miwoks de la badia fins al 1794. A començament de 1794 els miwoks de la badia començaren a emigrar a les missions franciscanes, principalment a la Missió de San Francisco de Asís (de San Francisco), però d'altres a la Missió de San José (a l'actual Fremont). Tots llevat els Ompin i Julpun del nord-est anaren a les missions a la darreria de l'any 1806; aquests dos últims grups es van traslladar cap a la missió de San José durant el període 1810-1812. Els primers bateigs i emigracions a les missions de cada tribu foren:
- 1794-1795, 143 Saclans foren batejats a la Missió de San Francisco (25 més en anys posteriors).
- 1799-1805, 152 Yrgins foren batejats a la Missió de San Jose.
- 1801-1803, 77 Jalquins foren batejats a la Missió de San Francisco.
- 1804, 127 Tatcans foren batejats a la Missió de San Francisco.
- 1805, 44 Volvons foren batejats a la Missió de San Jose; uns altres 54 foren batejats a la Missió de San Francisco pel 1805-1806.
- 1810, 146 Chupcans foren batejats a la Missió de San Francisco.
- 1811, 103 Julpuns foren batejats a la Missió de San Jose; altres marxaren a l'est i al nord, i continuaren batejants-se fins a la fi de 1827.
- 1811, 99 Ompins foren batejats a la Missió de San Jose; 15 més foren batejats el 1812.

El missioner lingüista Felipe Arroyo de la Cuesta va obtenir l'únic vocabulari existent miwok de la badia durant una visita a la Missió de San Francisco en 1821.

## Canvis en la població a través del temps
Les estimacions per a les poblacions anteriors al contacte de la majoria de grups nadius a Califòrnia han variat substancialment. (Vegeu Població nadiua de Califòrnia.) Alfred L. Kroeber calculà la població dels miwok de la planura i de la sierra en 1770 (però va excloure els miwok de la badia, dels que no en tenia coneixement) en 9.000. Sherburne Cook va dur a terme una anàlisi més específic de la població del període de contacte als comtats d'Alameda i Contra Costa a l'oest de la vall de San Joaquin, sense tenir en compte el límit lingüístic ohlone-miwok de la badia; va suggerir una població total de 2.248 individus. Richard Levy estimà en 19.500 persones la població dels cinc grups miwok orientals (badia, planura, sierra del nord, sierra central i sierra del sud) abans de l'arribada dels espanyols i 1.700 específicament miwoks de la badia.
Un total de 859 parlants miwok de la badia foren batejats a les missions franciscanes (479 a la Missió de San Francisco i 380 a lat Missió de San Jose), la majoria entre 1794 i 1812. Al final de 1823, només 52 dels miwoks de la badia a la Missió de San Francisco encara eren vius, junt amb 11 de llurs fills nascuts a la missió. No hi ha dades comparables disponibles d'aquell any per a la Missió de San José aquest any no hi ha dades comparables, però el 1840 només hi vivien 20 miwoks de la badia. A l'acabament del segle xix els supervivents d'ambdues missions havien practicat l'intermatrimoni amb gent d'altres grups lingüístics. Els seus descendents encara hi són vius.

## Actualment
Alguns descendents dels miwoks de la badia de la Missió de San Francisco de Asís i de la Missió de San José, són membres de la tribu Muwekma Ohlone de l'àrea de la badia de San Francisco. (Els registres de la missió han ajudat a fonamentar la persistència genealògica nadiua.) La Tribu Muwekma Ohlone estableix que : «la totalitat dels llinatges amerindis supervivents coneguts natius de la regió de la badia de San Francisco, que remunten la seva ascendència a través de les Missions de Dolores, Santa Clara i San José» i que descendeixen dels membres de la tribu històrica reconeguda federalment banda Verona del comtat d'Alameda.

## Notables miwoks de la badia
- 1795 – Potroy, líder de la revolta de 1795 a la Missió de San Francisco, fou arrestat per soldats espanyols el 1797, jutjat i condemnat a tres sèries de fuetades i un any amb grillons al Presidi de San Francisco.[26]
- 1801 – Liberato Culpecse, nascut Jalquin, batejat a la Missió de San Francisco en 1801, un dels principals antecessors de l'actual comunitat tribal Muwekma.[27]